# Gamasiphoides longosetis
Gamasiphoides longosetis är en spindeldjursart som beskrevs av Wolfgang Karg 1976. Gamasiphoides longosetis ingår i släktet Gamasiphoides och familjen Ologamasidae. Inga underarter finns listade i Catalogue of Life.